# Lyperanthus
Lyperanthus – rodzaj roślin z rodziny storczykowatych (Orchidaceae). Obejmuje 2 gatunki występujące w Australii w stanach Nowa Południowa Walia, Queensland, Tasmania, Wiktoria, Australia Zachodnia.

## Systematyka
Rodzaj sklasyfikowany do podplemienia Megastylidinae w plemieniu Diurideae, podrodzina storczykowe (Orchidoideae), rodzina storczykowate (Orchidaceae), rząd szparagowce (Asparagales) w obrębie roślin jednoliściennych.
Wykaz gatunków
- Lyperanthus serratus Lindl.
- Lyperanthus suaveolens R.Br.